# 일산중학교 (울산)
일산중학교(日山中學校)는 대한민국 울산광역시 동구 일산동에 있는 공립 중학교이다.

## 학교 연혁
- 1985년 1월 31일 : 일산중학교 설립인가
- 1985년 3월 13일 : 일산중학교 개교
- 2021년 11월 2일 : 서로나눔학교 지정
- 2023년 2월 2일 : 제36회 졸업(졸업생 140명, 계 12,762명)
- 2023년 3월 2일 : 제39회 신입생 166명 입학
- 2023년 9월 1일 : 제21대 한민수 교장 부임

## 참고 자료
- 일산중학교 - 한국교육학술정보원 학교알리미